# Gumara
Gumara est une rivière du nord-ouest de l'Éthiopie. Il se jette dans le Lac Tana à 11° 53′ N, 37° 31′ E depuis l'est. Les sources chaudes des rives de la Gumara à Wanzaye, qui étaient populaires dans les bains chauds médicinaux depuis la fin du XVIIIe siècle jusqu'à nos jours, ont déjà été mentionnées par le missionnaire Henry Stern.
La rivière est une frayère importante pour les espèces de poissons indigènes, notamment le barbus, le tilapia et le poisson-chat.